# 喬治亞·瓊斯
喬治亞·瓊斯（英語：Georgia Jones，1988年4月4日—） ，是一名美国色情女演員和成人模特兒。她曾獲選為《閣樓》雜誌2011年8月的當月閣樓寵物。

## 早年生活
瓊斯於1988年4月4日出生於美國阿肯色州阿爾馬。在進入色情產業之前她是一名模特兒，而且是在很年輕的時候就從事這份工作。她18歲開始專注於裸體寫真。

## 演藝生涯
2007年，18歲的她進入了色情產業，並當年兩度獲選《好色客》雜誌的「好色客甜心」和8月份的封面女郎，2016年10月再度獲選該雜誌當月封面女郎。
2008年6月，她獲選為《Twistys》網站的當月「Twisty's Treat」。
2009年，她首度獲得《AVN獎》的「Best All-Girl Couples Sex」場景提名。2010年她再度獲得《AVN獎》的「Best All-Girl Group Sex Scene」場景提名，2011年她又獲得該獎項的「Best Gonzo Release」和「Best All-Girl Three-Way Sex Scene」兩個提名。
2011年8月，她獲選為《閣樓》雜誌的當月閣樓寵物。
2017年，距離出道10年之後，瓊斯仍然活躍於色情娛樂產業中。她現在專注於魅力、時尚、和裸體模特兒上，但是她對於同性戀影片並不陌生，也參與了幾部成人電影短片。過去10年中，瓊斯出現於國際上30種不同的雜誌封面中。

## 私人生活
雖然她是雙性戀但是所有的作品都是女同性戀場景，並認為女同性戀影片和演員並沒有獲得社會大眾的認可，因此她覺得要成為一位女同性戀演員是十分困難的。
她的身體並沒有做任何的整形手術，在脖子後面有一個刺青。前女友是費耶·瑞根，兩人在2007年至2010間交往。2013年她開始與演員查理·辛交往。
最想要生活在紐奧良，因為那裡有全世界最好的食物、音樂和靈魂。夢想是要到世界各地旅遊，她覺得旅遊就等於生活。最喜歡的音樂類型有南部嘻哈、R&B、民俗音樂、爵士樂和鄉村音樂等，其實她並不排斥任何的音樂類型。至於電影中最喜歡的性愛場景，則是《發條橘子》中的3P，還有《黑天鵝》中娜塔莉·波曼與蜜拉·庫妮絲的片段也很棒。

## 獎項和提名
| 年分 | 獎項         | 項目                                                     | 作品                           | 結果 |
| ---- | ------------ | -------------------------------------------------------- | ------------------------------ | ---- |
| 2009 | AVN獎        | Best All-Girl Couples Sex Scene                          | Fem Vivace                     | 提名 |
| 2010 | AVN獎        | Best All-Girl Group Sex Scene                            | Party of Feet                  | 提名 |
| 2011 | AVN獎        | Best Gonzo Release                                       | Faye & Georgia’s Birthday Bash | 提名 |
| 2011 | AVN獎        | Best All-Girl Three-Way Sex Scene                        | Pin-Up Girls 4                 | 提名 |
| 2018 | AVN獎        | All-Girl Performer of the Year                           | 不適用                         | 提名 |
| 2018 | AVN獎        | Best All-Girl Group Sex Scene                            | Vampires                       | 提名 |
| 2018 | SPANK BANK獎 | Best Legs                                                | 不適用                         | 提名 |
| 2018 | SPANK BANK獎 | Excellence in 'Lawn' Maintenance (Best Groomed Bush)     | 不適用                         | 提名 |
| 2018 | SPANK BANK獎 | Most Adorable Sexual Deviant                             | 不適用                         | 提名 |
| 2018 | SPANK BANK獎 | Most Talented Tongue (Best Girl/Girl Kisser of the Year) | 不適用                         | 提名 |
| 2018 | XCRITIC獎    | Best Girl/Girl Sex Scene                                 | Hold The Phone: Dirty Talk     | 提名 |